# Лъвски риби
Pterois са род отровни морски риби от семейство Морски скорпиони. Видовете от този род са разпространени във водите около екватора.

## Разпространение
Обитават предимно зоните на кораловите рифове, където е по-сигурно за тях, защото се сливат с коралите по цвят.

## Описание
Максималната им дължина достига до 30 cm, а теглото им е около 800 грама. Тялото им е странично сплескано със светли и тъмни ивици (като на зебра). Гръдните перки са силно развити, с ярка окраска и с криловидна форма.

## Хранене
Хранят се с дънни безгръбначни животни и риба.

## Още
Убожданията от твърдите им бодли, в които се намира и отровата, причняват трудно поносима болка. Като първо помощно средство за хора се препоръчва поглъщане на слаб разтвор от нишадър.

## Видове
Род Pterois
- Pterois andover G. R. Allen & Erdmann, 2008
- Pterois antennata (Bloch, 1787)
- Pterois brevipectoralis (Mandritsa, 2002)
- Pterois lunulata C.J. Temminck & Schlegel, 1843
- Pterois miles (J.W. Bennett, 1828)
- Pterois mombasae (J.L.B. Smith, 1957)
- Pterois radiata G. Cuvier, 1829
- Pterois russelii E.T. Bennett, 1831
- Pterois sphex D.S. Jordan & Evermann, 1903
- Pterois volitans (Linnaeus, 1758)

- Pterois radiata
- Pterois volitans
- Видео на плуващи екземпляри от вида Pterois volitans
- Pterois miles